# Kurban Said
Kurban Said ist ein schriftstellerisches Pseudonym. Das Pseudonym ist bis heute nicht entschlüsselt. Es werden  drei unterschiedliche Personen als Autor vermutet, die Zuschreibungen sind jedoch nicht durch ausreichende Belege abgesichert:
- Lew Nussimbaum oder Lev Abromovic Noussimbaum alias Essad Bey (* 1905 in Baku; † 1942 in Positano, Italien)
- Yusif Vəzir Çəmənzəminli
- Elfriede Ehrenfels, Ehefrau von Omar Rolf von Ehrenfels

## Werke
- Ali und Nino. Roman. E.P. Tal & Co., Wien 1937.
  - Neuauflage: Ullstein, Berlin 2000.
- Das Mädchen vom Goldenen Horn. Roman. Zinnen-Verlag, Wien/Leipzig 1938.
  - Neuauflage: Matthes und Seitz, München 2002.

## Film
- Kurban Said. Der Mann den es nicht gab. Dokumentarfilm